# Costabissara
Costabissara település Olaszországban, Veneto régióban, Vicenza megyében. Lakosainak száma 7647 fő (2023. január 1.). Costabissara Caldogno, Gambugliano, Monteviale, Isola Vicentina és Vicenza községekkel határos.

## Népesség
A település népességének változása:
| Lakosok száma | 7566 | 7658 | 7647 |
|               | 2017 | 2018 | 2023 |